# Janne Nexø
Janne Nexø gift Andersen født 1956 er en dansk atlet.
Nexø er medlem af Trongårdens IF og stadig aktiv på veteran niveau. Hun var frem til 1982 i Fremad Holbæk samt et år i Glostrup IC 1983. Hun har vundet to danske mesterskaber i hækkeløb.
Nexø er lærer på Hummeltofteskolen i Virum og mor til Anne Sofie Nexø Andersen

## Danske mesterskaber
- Bronze 2006 1000 meter stafet
- Sølv 2005 4 x 200 meter inde 1.56,33
- Bronze 1986 100 meter hæk 14,50
- Guld 1986 60 meter hæk 8,80
- Guld 1985 100 meter hæk 14,29
- Bronze 1985 100 meter 12,44
- Guld 1985 4 x 100 meter 47,70
- Guld 1985 4 x 400 meter 3,51,82
- Bronze 1984 100 meter hæk 14,16
- Guld 1984 4 x 400 meter 3,52,01
- Bronze 1983 100 meter hæk 14,23w
- Bronze 1981 100 meter hæk 14,6
- Bronze 1980 100 meter hæk 15,0
- Bronze 1979 100 meter hæk 14,90
- Sølv 1974 100 meter hæk 15,0

## Personlige rekord
- 100 meter hæk: 14,02 1985
- 200 meter hæk: 27,6 1986